# Gemeinplatz
Gemeinplatz, auch Allgemeinplatz, Floskel oder Phrase ist eine oft abwertend gebrauchte Bezeichnung für eine Redensart oder Redewendung, die sich so abgenutzt hat, dass ihr ursprünglicher Sinn zugunsten einer Verwendung als rhetorischer Automatismus in den Hintergrund tritt. Mit der Äußerung von Gemeinplätzen kann ein starker Anspruch verbunden sein, die Ansichten der Mehrheit, der öffentlichen Meinung oder des gesunden Menschenverstands zu repräsentieren. Ihre allgemeine oder spezifische Gültigkeit wird dabei oft nicht hinterfragt.

## Herkunft
Nach allgemeiner Auffassung handelt es sich bei dem Begriff um eine Lehnübersetzung für lateinisch locus communis ‚allgemeingültiger Satz, allgemein bekannter Ausdruck‘; damit waren in der Antike auswendig gelernte Sätze gemeint. Die Datierungen der Einführung in die deutsche Sprache reichen vom 15. Jahrhundert bis in das 18. Jahrhundert. So soll Wieland diesen Begriff 1770 geprägt haben.
Andere Autoren vermuten einen Einfluss des englischen common place.
Früher bezeichnete der Begriff Gemeinplatz einen Topos (griechisch τόπος topos, deutsch ‚Ort, Platz‘), das heißt einen immer wieder verwendbaren Gesichtspunkt und Kunstgriff in der Rhetorik. Für jeden vorliegenden Fall gibt es eine Reihe von Gesichtspunkten, die man beachten muss, wenn man seiner Vielschichtigkeit gerecht werden will. Das Auffinden dieser Gesichtspunkte erleichtert die von dem griechischen Philosophen Aristoteles begründete Topik: Diese geht davon aus, dass sich die unbegrenzte Zahl der Einzelfälle unter eine begrenzte Zahl allgemeiner Gesichtspunkte unterordnen lässt, und dass man also auch umgekehrt bestimmte Betrachtungs- und Darstellungsweisen auf eine Vielzahl von Einzelfällen anwenden kann.

## Allgemeines
Der Gemeinplatz scheint oft nur ein allgemein geteiltes und stabiles Vorurteil zum Ausdruck zu bringen und seine Verwendung Ausdruck fehlender kritischer Distanz zu Situation, Sachlage und eigener Person zu sein. Dabei ist jedoch fraglich, ob der verwendete Gemeinplatz der eigenen Überzeugung entspricht (die vorurteilsbehaftet und kritiklos wäre) oder gerade einer Aufgabe der eigenen Innerlichkeit zugunsten von Akzeptanz durch Konformität besteht, wie Adorno sie in Jargon der Eigentlichkeit für einen Spezialfall diagnostiziert. Je nachdem, ob der erforderliche Tonfall getroffen und die Inklusion gewährt wird, kann dieser Einsatz von Gemeinplätzen jedoch auch als bloße Plattitüde aufgenommen werden.
Gemeinplätze werden aber nicht immer negativ bewertet: „Wortschablonen haben einen großen Vorteil: Sie erleichtern den Austausch über unsere inneren und äußeren Erfahrungen. Doch manchmal verselbständigen sie sich auch. Jeder von uns trägt seine geliebten Gemeinplätze mit sich herum und läßt seine Mitmenschen daran teilhaben.“ Da Sprache den Menschen nicht nur dabei hilfreich ist, neue Gedanken zu entwickeln und zu kommunizieren, sondern auch bei der Begründung und Weiterführung der sozialen Kontakte, lassen sich Gelegenheiten vorstellen, bei denen Gemeinplätze eine positive Funktion erfüllen (Pragmatik). So kann das wiederholte Äußern einer Binsenweisheit in bestimmten Situationen Mitgefühl ausdrücken und Trost spenden. Rhetorisch kann der Gemeinplatz legitimierend eingesetzt werden (vgl. Argumentum ad populum).
Nicht nur einzelne Floskeln, Phrasen und Schemata können dabei den Charakter von Gemeinplätzen annehmen, sondern auch ganze Gesprächssituationen:
Wenn etwa der Moderator  einer Fernsehsendung einem prominenten Gast die rhetorische Frage stellt, wie er das Publikum oder die Stadt einschätzt, dient dies nur als Aufhänger, um dem Gast die Gelegenheit zu geben, das Publikum oder die Stadt zu loben und zu bewundern. Die ganze Situation dient meist dazu, Trivialitäten und formelle Komplimente auszutauschen.
Es besteht eine gewisse Verwandtschaft zwischen dem Gemeinplatz und dem Faktoid in der ursprünglichen Definition, die ein durch Wiederholung in Medien zur unhinterfragten Wahrheit gewordene Gerüchte oder andere Behauptungen meint, deren Kurs mehr durch ihren Unterhaltungswert oder ihrer Fähigkeit, bestehende Erwartungen zu bestätigen bestimmt wird als durch ihren Wahrheitsgehalt.

## FlaubertsWörterbuch der Gemeinplätze
Bei der Recherche nach Gemeinplatz stößt man schnell auf das Wörterbuch der Gemeinplätze des französischen Romanciers Gustave Flaubert (1821–1880). Diese deutsche Version ist eine Übertragung, keine Übersetzung, wie die Redaktion des Verlags im Vorwort ausführt. Im französischen Originaltitel Dictionnaire des idées reçues taucht die Phrase idées reçues auf, womit überkommene Vorstellungen – traditionelle Denk- und Ausdrucksschemata – gemeint sind. Darunter gibt es Gemeinplätze, aber auch Klischees, Kalauer und Witze sowie zu Volksdummheiten geronnene einstige Geistesblitze. Es handelt sich also keineswegs ausschließlich um eine Sammlung von Gemeinplätzen.

## Beispiele
- Nicht für die Schule, für das Leben lernen wir.
- Über Geschmack lässt sich nicht streiten.
- Investitionen in die Bildung sind Investitionen in die Zukunft.
- Eine kaputte Kindheit ist kein Freifahrtschein für Mord und Totschlag.
- Am Ende wird alles gut.
- Geld allein macht auch nicht glücklich.
- Man kann das nicht verallgemeinern. / Man kann nicht alle über einen Kamm scheren.
- Das muss jeder für sich selbst entscheiden.
- Et hätt noch emmer joot jejange.
- Alles ist komplexer geworden.
- Ausnahmen bestätigen die Regel.